# Angel in the Night
„Angel in the Night” – dziewiąty singel szwedzkiego muzyka Basshuntera, singel został umieszczony w albumie studyjnym Now You’re Gone – The Album. Został wydany 8 września 2008 roku.
Część melodii pochodzi z utworu Basshuntera „Storm of Fantasy” z jego albumu kompilacyjnego The Old Shit z 2006 roku.

## Teledysk
Teledysk do utworu został nakręcony w Oslo. Teledysk został wyreżyserowany przez Aleksa Herrona, a za produkcję odpowiadała Emma Comley. Teledysk został opublikowany 29 sierpnia 2008 roku. Para poznaje się w barze szybkiej obsługi, gdzie Basshunter zaprasza dziewczynę na wyścig. Kiedy ona dociera na miejsce, Basshunter odkrywa, że dziewczyna spotyka się z jego rywalem na torze. Kontynuuje historię z „All I Ever Wanted”.

## Lista utworów
- Maxi singel CD

1. „Angel in the Night” (Radio Edit) – 2:57
2. „Angel in the Night” (Soulseekerz Radio Edit) – 2:44
3. „Angel in the Night” (Extended Mix) – 5:18
4. „Angel in the Night” (Soulseekerz Extended Mix) – 7:47
5. „Angel in the Night” (Ali Payami Remix) – 6:37
6. „Angel in the Night” (Headhunters Remix) – 5:38

- Singel CD

1. „Angel in the Night” (Radio Edit) – 2:57
2. „Angel in the Night” (Soulseekerz Edit) – 2:44

- Płyta gramofonowa

A1. „Angel in the Night” (Headhunters Remix) – 5:38
A2. „Angel in the Night” (Extended Remix) – 5:18
B1. „Angel in the Night” (Soulseekerz Extended Mix) – 7:47
B2. „Angel in the Night” (Ali Payami Remix) – 6:37

## Pozycje na listach przebojów
| Digital Spy | [ 5 ] |
| Skiddle     | [ 6 ] |

| Kraj/Region     | Lista (2008/2009) | Najwyższa pozycja |
| --------------- | ----------------- | ----------------- |
| Irlandia        | Top 50 Singles    | 10                |
| Wielka Brytania | Top 100 Singles   | 14                |
| Szwecja         | Top 60 Singles    | 50                |
| Europa          | European Hot 100  | 43                |

## Certyfikaty
| Państwo         | Certyfikat | Sprzedaż |
| --------------- | ---------- | -------- |
| Wielka Brytania | Srebro     | 200 000  |